# Hounds of Love (singolo)
Hounds of Love è il terzo singolo della cantante inglese Kate Bush tratto dall'album del 1985 Hounds of Love, a cui dà il titolo.

## Il brano
La canzone parla della paura di innamorarsi, che nel testo viene paragonata alla sensazione provata quando si inseguiti da un branco di cani da caccia. Kate Bush stessa ha diretto il video del brano, ispirandosi al film Il club dei 39 di Alfred Hitchcock, il quale fa anche un'apparizione nel video in omaggio alla sua abitudine di mostrarsi nei suoi film in brevi cameo.
Le parole "It's in the trees, it's coming!" con cui il brano inizia sono tratte dal film horror britannico La notte del demonio del 1957 e vengono pronunciate dall'attore Reginald Beckwith, che fa la parte di un medium che fa parlare il personaggio interpretato da Maurice Denham.

## Versioni
- 24 febbraio 1986 – Kate Bush, Hounds of Love, 45gg, EMI EMI – KB3, Regno Unito, prodotto da Kate Bush[6]. Questa versione contiene i brani seguenti:

1. Hounds of Love – 3:02
2. The Handsome Cabin Boy – 3:10

Durata totale: 6:12

## Cover
Del brano sono state realizzate cover da parte di vari gruppi, tra cui:
- il gruppo Power-pop di Chicago The Moviegoers nel 1998 per il tribute album a Kate Bush intitolato I Wanna Be Kate.
- gli australiani Bluebottle Kiss per il loro EP Tap Dancing on the Titanic del 1998.
- il gruppo inglese post-punk The Futureheads per il loro album The Futureheads del 2004, e come singolo nel 2005.
- il gruppo pop australiano Frente! per il loro EP Try to Think Less del 2005.
- gli australiani The Church per il loro singolo Coffee Hounds del 2009.
- i Thirty Seconds to Mars nel 2010.
- Beth Sorrentino su Hiding Out.
- la cantante faroese Eivør Pálsdóttir per il suo album Larva del 2010.
- Patrick Wolf nei concerti dal vivo.[7]